# Hr XXL

hr XXL — немецкая молодёжная радиостанция Гессенского радиовещания, вещавшая с 6 января 1998 по 31 декабря 2003.

## История
hr XXL появилась как одна из дополнительных четырёх программ после учреждения hr3 (изначально часть программ выходила на hr3, позднее hr XXL стала независимой радиостанцией). Аудиторию радиостанции составляла молодёжь, поэтому большую часть музыкальных композиций составляли клубные и дискотечные (чуть позднее к ним добавились и представители альтернативного рока). В течение одного часа на Пасхальных каникулах выходила программа «XXL-Ostermarsch» (нем. XXL-Пасхальный марш), когда вживую (не в записи) выступали коллективы в жанрах хип-хоп, хаус и электро. По причине низкого рейтинга в конце 2003 года радиостанция прекратила телевещание, а её место заняла новообразованная You FM.